# Frank Shorter
Frank Shorter (né le 31 octobre 1947) est un coureur américain vainqueur du marathon aux Jeux olympiques de 1972,.

## Biographie

### Débuts
Frank Shorter est né à Munich, en Allemagne, où son père, le médecin Samuel S. Shorter, sert dans l'armée américaine. Il grandit à Middletown, New York, où une rue est nommée en son honneur (Frank Shorter Way). La Frank Shorter Way faisait autrefois partie de la route du 10 km Orange Classic, que Shorter gagne lors de sa course inaugurale en 1981. Après avoir obtenu son diplôme d'études secondaires de l'école Mount Hermon à Gill, Massachusetts, en 1965, Shorter est diplômé de l'université de Yale à New Haven, dans le Connecticut, avec un baccalauréat en arts (BA) en 1969 et du collège de droit de l'université de Floride à Gainesville, en Floride, avec un doctorat en droit (JD) en 1974.
Dans le numéro d'octobre 2011 de Runner's World, un article de John Brant détaille la vie traumatique de la vie de famille de Frank et de ses frères et sœurs qui ont souffert des mains de leur père et de la boucle de sa ceinture. Alors que son père jouit d'une grande importance dans sa communauté, son comportement reflète peut-être « un profond trouble de la personnalité narcissique » selon Barbara du Plessis, la sœur de Frank. Avec la publication de l'article du Runner's World, M. Shorter commence à stopper les cycles de violence en public.

### Carrière
Sa première distinction est obtenue en remportant le titre de la National Collegiate Athletic Association en 1969 au 10 000 mètres lors de sa dernière année à Yale. Il remporte ses premiers titres nationaux américains en 1970 dans les épreuves de 5 000 mètres et de 10 000 mètres. Il est également le champion national américain de 10 000 mètres en 1971, 1974, 1975 et 1977.
Après avoir obtenu son diplôme de Yale, Shorter choisit de poursuivre un doctorat en médecine à l'université du Nouveau-Mexique, mais abandonne après six semaines. Puis, il déménage en Floride pour obtenir un doctorat en droit, mais aussi en raison de l'excellence de l'environnement et de l'opportunité de s'entraîner avec Jack Bacheler (en) en tant que membres du Florida Track Club (FTC) fondé par Jimmy Carnes (en), puis entraîneur-chef de l'équipe du Florida Gators track and field (en). Bacheler était considéré comme le meilleur coureur de distance de l'Amérique, après s'être qualifié pour les finales de la course de  5 000 mètres aux jeux olympiques de Mexico de 1968. Le cœur de la FTC de Shorter, Bacheler et Jeff Galloway, qualifiés pour les jeux olympiques de 1972, et leurs succès, a fait de Gainesville la Mecque de la course de distance parcourant la côte est au début des années 1970.
Shorter gagne le championnat national de cross-country quatre fois (1970-1973). Il est champion militaire des États-Unis au 10 000 mètres et au marathon en 1972 et 1976. Il gagne aussi deux fois le 10 000 m et le marathon en 1971 aux jeux panaméricains. Il est aussi quatre fois vainqueur du prestigieux marathon de Fukuoka (1971-1974), généralement reconnu comme le marathon le plus prestigieux au monde à cette époque. Il réussit aussi sur les courses sur route, en remportant la Peachtree Road Race (en) en 1977 et la Falmouth Road Race (en) en 1975 et 1976.
Mais Shorter est surtout reconnu comme un marathonien ; il est le seul athlète américain à gagner deux médailles olympiques dans un marathon. Il remporte la médaille d'or dans le marathon aux jeux olympiques d'été de 1972 à Munich, en Allemagne, la ville de sa naissance, après avoir terminé cinquième dans la finale olympique de 10 000 mètres,. Cette dernière réussite est marquée par un imposteur, un étudiant de l'Allemagne de l'Ouest Norbert Sudhaus, entrant dans le stade olympique devant Shorter qui n'est pas dérangé par le silence de la foule, trompée en pensant qu'il court pour la médaille d'argent. Shorter est confiant dans le fait de gagner l'or parce qu'il sait qu'aucun coureur concurrent ne l'a dépassé.
Après cet événement, il reçoit le prix James E. Sullivan en tant que meilleur athlète amateur aux États-Unis. Après avoir arrêté les 10 000 mètres pour se concentrer exclusivement sur le marathon, il remporte la médaille d'argent lors des jeux olympiques d'été de 1976 à Montréal, terminant deuxième derrière l'Allemand de l'Est Waldemar Cierpinski,. Cierpinski est ensuite impliqué dans le cadre du programme de dopage parrainé par l'Allemagne de l'Est, grâce à des découvertes faites par Werner Franke (en) de dossiers compromettants au siège de la Stasi à Leipzig, à la fin des années 1990. On soupçonne d'autres athlètes de l'Allemagne de l'Est lors des jeux olympiques de Montréal, y compris des femmes dirigées par Kornelia Ender qui a remporté onze des treize événements de natation.
Frank Shorter décide de se retirer de la compétition athlétique en 1977. Il crée sa propre société et travaille aussi comme commentateur sportif à la télévision. De 2000 à 2003, Shorter est le président de l'Agence américaine antidopage, une organisation qu'il a aidé à établir,,.
Dans le film Without Limits (Sans Limites) de 1998, Shorter, joué par Jeremy Sisto, est présenté comme un personnage de premier plan. Le film suit la vie du contemporain de Shorter, partenaire d'entraînement, coéquipier olympique et parfois rival, Steve Prefontaine. Shorter est la dernière personne à voir Prefontaine vivant, avant sa mort dans un accident d'automobile.
Shorter est intronisé au temple de la renommée olympique des États-Unis (en) en 1984 et au temple de la renommée nationale de l'athlétisme en 1989.
Résident de longue date de Boulder, Colorado, Shorter cofonde le Bolder Boulder en 1979. La course annuelle de 10 km est un événement commémoratif populaire dont le point culminant est un hommage aux forces armées américaines à Folsom Field, à l'université du Colorado. Une statue en bronze de la taille de Shorter se tient à l'extérieur du stade.

## Palmarès

### Jeux olympiques d'été
- Jeux olympiques d'été de 1972 à Munich ( Allemagne de l'Ouest)
  - 5e sur 5 000 m
  -  Médaille d'or sur le marathon
- Jeux olympiques d'été de 1976 à Montréal ( Canada)
  -  Médaille d'argent sur le marathon

Divers résultats
- Vainqueur du Marathon de Fukuoka en 1971, 1972, 1973 et 1974
- 4 fois champion des États-Unis de cross-country
- dix victoires au total en 15 marathons, 3 fois second et une fois troisième.

## Classement mondial

### 5 000m
- 1975 – 10e

### 10,000m
- 1970 – second
- 1972 – 5e
- 1974 – 5e
- 1975 – second

### Marathon
- 1971 – 1er
- 1972 – 1er
- 1973 – 1er
- 1974 – second
- 1976 – second

## Records personnels
Statistiques de Frank Shorter d'après l'association internationale des fédérations d'athlétisme (IAAF) :

### Piste
- 3 miles (4 827 m) – 12 min 52 s 0 (1974)
- 5 000 m - 13 min 26 s 60 (1977)
- 10 000 m - 27 min 45 s 91 (1972)

### Route
- Marathon (42,195 km): 2 h 10 min 30 s (1972)

#### Vidéos
- Frank Shorter et une vie en course
- Frank Shorter : du champion olympique à la croisade antidopage